# Bruce Edwards Ivins
Bruce Edwards Ivins (22. dubna 1946 Lebanon, Ohio – 29. července 2008 Frederick, Maryland) byl americký mikrobiolog a vakcinolog, který se podílel na výzkumu zbraní hromadného ničení v Lékařském výzkumném ústavu americké armády pro infekční choroby (anglicky United States Army Medical Research Institute of Infectious Diseases, zkráceně USAMRIID) ve Fort Detrick v Marylandu.
V červenci 2008, krátce poté, co byl obviněn, spáchal sebevraždu. Podle Federálního úřadu pro vyšetřování (FBI) byl zodpovědný za útoky anthraxem (Bacillus anthracis), ke kterým došlo v roce 2001. Během útoků byly v USA rozesílány poštovní zásilky obsahující spory anthraxu, které byly adresovány kancelářím několika amerických zákonodárců, bulvárních novin a televizí. V důsledku toho 5 lidí zemřelo a 17 lidí onemocnělo.